# Ефимов, Александр Николаевич
Алекса́ндр Никола́евич Ефи́мов (6 февраля 1923, Кантемировка — 31 августа 2012, Москва) — советский лётчик-ас штурмовой авиации в Великой Отечественной войне и военачальник. Дважды Герой Советского Союза (26.10.1944, 18.08.1945). Главнокомандующий Военно-воздушными силами — заместитель министра обороны СССР (1984—1990). Маршал авиации (29.04.1975). Заслуженный военный лётчик СССР (17.08.1970), доктор военных наук, профессор (1968).
Депутат Совета Национальностей Верховного Совета СССР 2-го созыва (1946—1950) и 9—11 созывов (1974—1989) от Киргизской ССР. Член ЦК КПСС (1986—1990). Член Общественной палаты Российской Федерации (2006—2010).

## Биография
Родился 6 февраля 1923 года в селе Кантемировка Воронежской губернии (ныне посёлок городского типа Кантемировка Кантемировского района Воронежской области) в семье железнодорожника.
Детские и юношеские годы прошли в городе Миллерово. Окончил школу в 1940 году. С 1938 года занимался в Миллеровской школе планеристов Осоавиахима. В 1941 году окончил Ворошиловградский аэроклуб имени Сигизмунда Александровича Леваневского.
В Рабоче-Крестьянской Красной Армии с мая 1941 года. В 1942 году окончил Ворошиловградскую военную авиационную школу пилотов имени Пролетариата Донбасса, к тому времени эвакуированную в город Уральск (Казахская ССР). После короткого доучивания в 10-м запасном авиационном полку направлен в действующую армию. С августа 1942 года — на фронте Великой Отечественной войны в должности лётчика 594-го штурмового авиационного полка. В наградном листе к первому ордену Красного Знамени говорится, что: «Командир звена 198-го штурмового авиационного полка, младший лейтенант Ефимов Александр Николаевич в Отечественной войне участвует с 14 ноября 1942 года по 5 мая 1943 года в должности пилота и с 5-го мая 1943 года в должности командира звена». В 1943 вступил в ВКП(б).
К июлю 1944 года — командир эскадрильи 198-го штурмового авиационного полка 233-й штурмовой авиационной дивизии 4-й воздушной армии 2-го Белорусского фронта старший лейтенант Александр Николаевич Ефимов совершил 100 боевых вылетов на разведку и штурмовку вражеских войск, аэродромов, переправ и железнодорожных эшелонов.
26 октября 1944 года указом Президиума Верховного Совета СССР за мужество и героизм, проявленные в боях, старшему лейтенанту Ефимову Александру Николаевичу присвоено звание Героя Советского Союза с вручением ордена Ленина и медали «Золотая Звезда» (№ 4845).
Всего за годы войны Ефимов совершил 288 боевых вылетов на штурмовике Ил-2, в ходе которых им лично и в составе группы уничтожено 85 вражеских самолётов на аэродромах (что является высшим достижением среди советских лётчиков всех родов авиации) и 8 самолётов сбито в воздушных боях, уничтожено большое количество живой силы и техники противника.
18 августа 1945 года указом Президиума Верховного Совета СССР за мужество и героизм, проявленные в боях, капитан Ефимов Александр Николаевич награждён второй медалью «Золотая Звезда» (№ II-73), 21 мая 1951 года в Миллерово был установлен его бронзовый бюст.
В послевоенное время А. Н. Ефимов продолжил службу в ВВС СССР. Отслужив ещё год штурманом 198-го штурмового авиационного полка, переданного в ВВС Северной группы войск (Польша), был в июле 1946 года направлен на учёбу в академию. В 1951 году окончил Военно-воздушную академию в Монино, с июля этого года командовал 167-м гвардейским штурмовым авиационным полком в ВВС Закавказского военного округа (Кутаиси). С июня 1954 по 1955 год был заместителем командира 10-й гвардейской штурмовой авиационной дивизии по боевой подготовке (дивизия входила в состав 34-й воздушной армии Закавказского военного округа, её управление находилось в городе Хони Грузинской ССР).
В 1957 году окончил Высшую военную академию имени К. Е. Ворошилова. С ноября 1957 года — командир 339-й авиационной дивизии истребителей-бомбардировщиков Прибалтийского военного округа (город Елгава, Латвийская ССР); с февраля 1958 — командир бомбардировочной авиационной дивизии в том же округе (город Черняховск, Калининградская область). В октябре 1959 года назначается заместителем командующего по боевой подготовке 30-й воздушной армией в Прибалтийском военном округе, с 1961 года — первый заместитель командующего этой армией. С октября 1964 по март 1969 года — командующий 57-й воздушной армией (с 4 апреля 1968 года — 14-я воздушная армия) в Прикарпатском военном округе, штаб которой находился в Львове. С марта 1969 года — первый заместитель Главнокомандующего ВВС СССР. В начале 1970-х годов находился в командировке в Египте, решая вопросы укрепления египетских ВВС, где работал совместно с главнокомандующим ВВС Египта Хосни Мубараком.
На посту заместителя Главкома ВВС был горячим сторонником разработки и постановки на вооружение лёгкого штурмового самолёта Су-25, был председателем макетной комиссии при его разработке и председателем Государственной комиссии при проведении его испытаний.
Пилотировал боевые самолёты до 1983 года.
С декабря 1984 года — исполняющий обязанности, а с февраля 1985 по июль 1990 года — Главнокомандующий Военно-воздушными силами — заместитель министра обороны СССР. С 1990 по 1993 годы — председатель Государственной комиссии по использованию воздушного пространства и управлению воздушным движением. 29 апреля 1975 года Ефимову было присвоено звание «Маршал авиации». Он является заслуженным военным летчиком СССР (1970), доктором военных наук, профессором, академиком Академии наук авиации и воздухоплавания.
С августа 1993 года маршал авиации Александр Николаевич Ефимов — в отставке.
Во время службы в различных регионах СССР избирался депутатом Верховного Совета Латвийской ССР 6-го созыва (1963—1967), депутатом Верховного Совета Украинской ССР 7-го созыва (1967—1971), депутатом Верховного Совета РСФСР 8-го созыва (1971—1975). Народный депутат СССР (1989—1991).
С 2006 года до конца жизни являлся председателем Российского комитета ветеранов войны и военной службы. Два срока был членом Общественной палаты Российской Федерации (2006—2008 и 2008—2010). Также был председателем Совета по взаимодействию с общественными организациями ветеранов, офицеров запаса и в отставке при Президенте РФ (1996—2000); заместителем председателя Российского организационного комитета «Победа», возглавляемого Президентом РФ; председателем Совета Международной ассоциации ветеранских организаций; членом Центрального совета по делам ветеранов Министерства обороны Российской Федерации, членом Высшего совета политической партии «Единая Россия». Президент Международного благотворительного общественного фонда «Победа-1945 год» (2004—2012). Поддержал инициативу, чтобы во время военного парада на Красной площади в Москве в честь 65-летия победы в Великой Отечественной войне промаршировали военнослужащие стран-членов НАТО, которые в годы Второй мировой войны были союзниками СССР по Антигитлеровской коалиции.
В 2011 году подписал Обращение представителей общественности против информационного подрыва доверия к судебной системе Российской Федерации.
Скончался 31 августа 2012 года в Москве на 90-м году жизни от сердечного приступа, узнав о смерти в тот же день его друга, Маршала Советского Союза Сергея Леонидовича Соколова. Похоронен 4 сентября на Новодевичьем кладбище. К празднику 9 мая 2015 года на могиле установлен памятник маршалу авиации.

## Семья
У А. Н. Ефимова трое сыновей и дочь. Все четверо связали судьбу с военной авиацией: сын Виталий (род. 1948) — генерал-лейтенант в отставке, дослужился до заместителя начальника Военно-воздушной инженерной академии имени проф. Н. Е. Жуковского по учебной и научной работе, доктор технических наук, профессор; сын Игорь (род. 1953) — полковник в отставке, профессор кафедры Военно-воздушной инженерной академии им. проф. Н. Е. Жуковского; сын Дмитрий (род. 1961) дослужился до подполковника; дочь Нина (род. 1950) окончила Московский авиационный институт имени С. Орджоникидзе. В Российской армии служит и внук маршала, подполковник Александр Витальевич Ефимов.

## Воинские звания
- сержант (июнь 1942)
- старший сержант (1942)
- младший лейтенант (12.02.1943)
- лейтенант (24.06.1943)
- старший лейтенант (7.09.1943)
- капитан (11.08.1944)
- майор (14.08.1948)
- подполковник (23.06.1951)
- полковник (4.08.1955)
- генерал-майор авиации (7.05.1960)
- генерал-лейтенант авиации (16.06.1965)
- генерал-полковник авиации (21.02.1969)
- маршал авиации (29.04.1975)[10]

## Награды
- Дважды Герой Советского Союза (26.10.1944, 18.08.1945; медали «Золотая Звезда» № 4845 и № II-73)
- Орден «За заслуги перед Отечеством» II степени (21.02.2008)
- Орден «За заслуги перед Отечеством» III степени (6.02.2003)[11]
- Орден «За заслуги перед Отечеством» IV степени (1998)
- Орден Мужества (2000)
- 3 ордена Ленина (26.10.1944, 31.10.1967, 4.09.1981)
- Орден Октябрьской Революции (19.02.1988)
- 5 орденов Красного Знамени (29.05.1943, 21.02.1944, 24.10.1944, 21.02.1969, 5.02.1973)
- Орден Александра Невского (1.08.1944)
- 2 ордена Отечественной войны I степени (5.11.1943, 11.03.1985)
- Орден Красной Звезды (30.12.1956)
- Орден «За службу Родине в Вооружённых Силах СССР» III степени (17.02.1976)
- Государственная премия СССР (1984)
- Заслуженный военный лётчик СССР (17.08.1970)
- Почётная грамота Президиума Верховного совета Российской Федерации (08.02.1993)[12]

Иностранные награды
- Командор ордена Заслуг перед Польской Народной Республикой (Польша, 27.03.1985)
- Орден Возрождения Польши 4-й степени (Польша, 6.10.1973)
- 2 Креста Храбрых (Польша, 1946, ...)
- Орден «9 сентября 1944 года» 1-й степени (Болгария, 14.09.1974)
- Орден Народной Республики Болгария 1-й степени (Болгария, 22.01.1985)
- Орден Красного Знамени (Монголия, 6.07.1971)
- Орден Дружбы (Сирия, 1988)
- Орден «За заслуги в воздухоплавании» 2-й степени (Бразилия)
- Орден Аэронавтических заслуг 1-й степени (Перу, 1972)
- Медаль «За Варшаву 1939—1945» (Польша)
- Медаль «Победы и Свободы» (Польша)
- Медаль «Братство по оружию» (Польша)
- Медаль «За укрепление братства по оружию» (Болгария, 1990)
- Медаль «100 лет Освобождения Болгарии от османского рабства» (Болгария)
- Медаль «100 лет Освобождения Болгарии от османского рабства» (Болгария)
- Медаль «25 лет Болгарской народной армии» (Болгария, 1968)
- Медаль «100 лет со дня рождения Георгия Димитрова» (Болгария, 1982)
- Медаль «90 лет со дня рождения Георгия Димитрова» (Болгария, 1974)
- Медаль «30 лет Победы над фашистской Германией» (Болгария, 1975)
- Медаль «1300 лет Болгарии» (Болгария, 1982)
- Медаль «40 лет Победы над гитлеровским фашизмом» (Болгария, 1985)
- Медаль «30 лет Победы над милитаристской Японией» (Монголия, 1975)
- Медаль «30 лет Халхин-Гольской Победы» (Монголия, 1969)
- Медаль «40 лет Халхин-Гольской Победы» (Монголия, 1979)
- Медаль «50 лет Монгольской Народной Революции» (Монголия, 1971)
- Медаль «50 лет Монгольской Народной Армии» (Монголия, 1971)
- Медаль «60 лет Монгольской Народной Армии» (Монголия, 1981)
- Медаль «Братство по оружию» в золоте (ГДР, 1980)
- Медаль «30 лет Национальной Народной Армии» (ГДР)
- Медаль «За боевое содружество» I степени (Венгрия, 1980)
- Медаль «Военная доблесть» I класса (Румыния, 1980)
- Медаль «За укрепление дружбы по оружию» в золоте (ЧССР, 1980)
- Медаль «30 лет освобождения Чехословакии Советской Армией» (ЧССР, 1974)
- Медаль «40 лет освобождения Чехословакии Советской Армией» (ЧССР, 1985)
- Медаль «40 лет освобождения Кореи» (КНДР, 1985)
- Медаль «20-я годовщина Революционных Вооружённых сил Кубы» (Куба, 1976)
- Медаль «30-я годовщина Революционных Вооружённых сил Кубы» (Куба, 1986)

## Память
- Бюсты А. Н. Ефимова установлены в городе Миллерово и посёлке Кантемировка.
- Имя дважды Героя высечено золотыми буквами в зале Славы Центрального музея Великой Отечественной войны в Парке Победы города Москвы.
- Именем А. Н. Ефимова названы военный городок в Миллерово Ростовской области, а в нём — лицей и школьный музей.
- Именем А. Н. Ефимова названа улица в Воронеже (2011).
- В 1994 году ему присвоено звание почётного гражданина города Миллерово.
- В 2006 году ему присвоено звание почётного гражданина Кантемировского района.
- Мемориальные доски установлены в Москве и в Миллерово.

## Сочинения
- Ефимов А. Н. Над полем боя. — М.: Воениздат, 1976.[13]
- Ефимов А. Н. Штурмовики идут на цель. — М.: Патриот, 2003.
- Ефимов А. Н. Советские Военно-Воздушные Силы. — М.: Знание, 1987.
- Ефимов А. Н. Применение авиации в Курской битве — важный этап в развитии оперативного искусства Советских ВВС. // Военно-исторический журнал. — 1983. — № 6. — С.45-54.
- Ефимов А. Н. Применение авиации при ведении операции в высоких темпах и на большую глубину. // Военно-исторический журнал. — 1985. — № 1. — С.22-29.
- Ефимов А. Н. Опыт использования соединений воздушных армий в интересах подвижных групп фронтов при действиях их в оперативной глубине. // Военно-исторический журнал. — 1986. — № 8. — С.15-21.
- Ефимов А. Н. Мои встречи с М. А. Шолоховым. // // Военно-исторический архив. — 2001. — № 3 (18), 4 (19).